# Argolis
Argolis (gr. Αργολίδα, Argolida, i klassisk tid Ἀργολίς, Argolis), är en regiondel (perifereiakí enótita), till 2010 en prefektur, i regionen Peloponnesos. Regiondelen har 108 636 invånare (2005) och huvudstaden är Nafplion. Den totala ytan på regiondelen är 2 154 km².

## Historia
Argolis var ursprungligen namnet på det av staden Argos behärskade slättlandet vid Argoliska vikens inre hörn, men kom sedermera att beteckna hela östra halvön på Peloponnesos, med Korinth, Arkadien och Lakonien till landgräns. Under de akaiska pelopidernas (Atreus, Agamemnon) och de doriska temenidernas (Feidon) dynastier intog Argolis en dominerande ställning bland de grekiska staterna, och namnet "argiver" användes ibland om grekerna i allmänhet. Men denna hegemoni gick snart under, då det gamla konungariket Argos splittrades i småstater och Sparta erövrade Peloponnesos. De mäktigaste bland städerna i Argolis var Argos, Mykenai, Tiryns, Nauplia, Troizen, Ermioni och Epidauros.

## Administration
Regiondelen består av fyra kommuner. Den tidigare perfekturen hade 16 kommuner.

- Dimos Argos-Mykines
- Dimos Epidaurus
- Dimos Ermionida
- Dimos Nafplio